# Nabeel Qureshi
Nabeel Qureshi (13. april 1983 – 16. september 2017) var en amerikansk kristen og konvertit fra den muslimske Ahmadiyya-sekt. Han er forfatter til tre bøger på engelsk, hvoraf i hvert fald den første er oversat til dansk, nemlig Søgte Allah, Fandt Jesus (udgivet på dansk på Forlaget Scandinavia, 2016), Answering Jihad: A Better Way Forward (Zondervan, Marts 2016), og No God But One—Allah or Jesus (Zondervan, August 2016).

## Baggrund
Nabeel Qureshi blev født d. 13. april 1983 i USA. Hans familie var Ahmadiyya-muslimer med pakistanske rødder.
Han beskrev selv sine forældre som værende meget kærlige.
Hele hans barndom bar præget af islam; som femårig havde han læst Koranen på arabisk og kunne de sidste syv kapitler udenad. Som femtenårig kunne han de sidste femten. Hans oldefar og tipoldefar var muslimske missionærer, så religionen lå i blodet. Da han gik i mellemskole blev han af sine forældre oplært i muslimsk apologetik. Han trænedes i at udfordre kristne og nedbryde deres trosforsvar, primært ved at angribe Treenigheden.

## Omvendelse til Kristendommen
Mens han studerede på Old Dominion University, mødte Nabeel den kristne David Wood. De to blev bedste venner. Nabeel udfordrede kristendommen, hvilket blev begyndelsen på en lang række religiøse diskussioner. Han var vant til, at han nemt kunne besejre enhver kristen i en diskussion, da han hjemmefra var oplært i det, men David var anderledes. Han havde svar parat til alle Nabeels spørgsmål. De diskuterede og diskuterede, og deres venskab voksede. David inviterede Nabeel med ind i en diskussionsgruppe, hvor de undersøgte Bibelen og korsfæstelsen af Jesus, mens de afprøvede argumenterne både for og imod.
På et tidspunkt meldte Nabeel sig til at fortælle om islam. Han siger:
”David, den [islam] er 100% [sandsynlig]! Der er ingen huller i islams forsvar. Enhver som studerer Muhammeds liv med oprigtighed, vil konkludere, at han var Allahs profet, og enhver, som objektivt undersøger Koranen, vil blive forbløffet over dens videnskabelige sandheder og dens smukke lære"
De andre begynder da at udspørge Nabeel.
Det første spørgsmål handler om, at Nabeel har hørt, at Muhammed kun udkæmpede defensive slag, og at Koranen er fredelig.
Et af medlemmerne i gruppen havde hørt, at islam blev spredt via vold.
Han beder Nabeel om at begrunde, hvorfor hans synspunkt er rigtigt, hvorefter han citerer sura 2, vers 265:
“Der er ingen tvang i religionen”.
Men spørgeren ved, at der også findes flere voldelige vers, deriblandt ét, der siger:
“dræb de vantro, hvorend du finder dem.”
Nabeel svarer, at det vers, spørgeren netop citerede vers kun gjaldt i den situation, hvor det blev åbenbaret. Det generelle princip er fred. Så sker følgende:
“Så stillede Mike sit mest enkle, men også mest dræbende spørgsmål: “Hvordan kan du vide det?” ”Undskyld, hvad mener du?” “Hvorfra kender du Koranens historiske kontekst?” “Fra Hadith, bøger hvor man har nedskrevet overleveringer fra Muhammed” “Men hvordan ved du, at de er pålidelige? Husk på, Nabeel, at jeg er historiker. Det er de spørgsmål, jeg stiller til historiske dokumenter...”
Derefter begyndte Nabeel at undersøge islam mere nærgående.

### Drømme og visioner
Sommeren efter sin eksamen på Old Dominion begyndte han at søge Gud dagligt.
"Fortæl mig hvem du er! Hvis du er Allah, fortæl mig hvordan jeg skal tro på dig! Hvis du er Jesus, fortæl mig det! Ligegyldigt hvem du er vil jeg følge dig uanset prisen!"
Ved slutningen af sit første år på medicinstudiet havde han af Gud modtaget i alt tre symbolske drømme og én vision:

#### Visionen
Dato: aftenen 19. december 2004
Nær slutningen af 2004 var Nabeel og hans far i Florida. På det tidspunkt havde Nabeel bedt Gud om svar på sine spørgsmål i månedsvis. Det var nat, og hans far lå og sov, men han selv var stadig vågen. Der var mørkt i værelset, men ikke helt mørkt. Da bad han igen, mere intenst end nogensinde før. Han kalder selv tidspunktet for “The most humble moment of my life”. Han græd, mens han bad for at få et tegn, ligegyldigt hvad. En drøm, en vision, et eller andet tegn, bare noget der kunne vise ham om islam eller kristendommen var sand. Lige efter han havde udtalt bønnen, så han væggen erstattes af tusindvis af kors. Hurtigt var visionen væk igen. Da bad han: “Gud, det tæller ikke. Jeg ved ikke om det virkelige var mig eller om jeg bare så forkert.” Han bad igen, denne gang om en drøm, da visioner med hans egne ord “won't be any good”.
Samme nat havde han den første drøm.

#### Første drøm
Dato: natten mellem 19. og 20. december.
I begyndelsen af drømmen så han en giftslange med røde og sorte striber på. Det eneste den gjorde var at hvæse af folk, når de trådte ind i den have, hvori den lå. Folkene i haven så den ikke — den var langt væk og gemte sig.
Senere i samme drøm så han et haveagtigt sted med bakker og grønt græs, hvori der var en leguan.
Folkene der gik rundt der vidste ikke, at det var en leguan, hvilket den var godt tilfreds med. Så kom der en gigantisk dreng, der vidste, at leguanen var en leguan. Han trampede på den, hvorefter den blev sur og prøvede at bide drengen, men før den fik mulighed for det, kom en stor fårekylling, der udfordrede leguanen til kamp. Leguanen accepterede, men mens fårekyllingen fløj væk for at finde et passende sted, prøvede leguanen at dræbe Nabeel, hvorefter fårekyllingen kom tilbage og bed leguanens hoved af.
Nabeel forstod drømmen som, at både slangen og leguanen var symboler på en fjende, nemlig islam, at den gigantiske dreng symboliserede David, der viste ham islams usandheder, at fårekyllingen var kristendommen, der kom ham til hjælp og forsvarede ham overfor islam, og at haven var hele verden.
Efter drømmen bad han Gud om at sende to drømme mere, da den han lige havde haft var for svær at forstå. Hvis alle tre pegede på kristendommen, ville han blive kristen.

#### Anden drøm
Dato: natten mellem 10. og 11. marts
Anden drøm, som Nabeel har beskrevet som “most powerful”, foregik uden for en sal, hvor folk var ved at tage plads til et bryllup. En af de personer, der sad der, var David. Da Nabeel så ham, råbte han til ham: “Jeg troede vi skulle spise sammen!” David sagde: “Du svarede aldrig.”
Morgenen efter slog Nabeel op i sin Bibel og fandt afsnittet Den Snævre Port i Lukasevangeliet, der passede med hans drøm.
Nabeel fortolkede festsalen som Paradis, gæsterne som de frelste og den smalle port som den kristne levevis.

#### Tredje drøm
Dato: natten mellem 23. og 24. april
I tredje og sidste drøm sad Nabeel på første trin af en hvid trappe. Han vendte fremad, væk fra toppen af trappen. Rummet hvori trappen var placeret havde grønne tæpper, og folk forventedes at sidde på gulvet, selvom han selv var på den første trin. Rummet var en moské. Imamen satte sig under trappen, bag Nabeel. Han blev overrasket over dette, og af ren respekt prøvede han at komme ned fra trappen og sætte sig bag ham, men en usynlig kraft holdt ham fast. 
Nabeel fortolkede trappen som en søgen efter indsigt, hvor hvert trin krævede mere visdom end det foregående. Kraften betød, mente han, at han ikke længere kunne komme ned ad trappen til islam igen, men at hans rejse var fastlagt.

### Den endelige beslutning
Nabeel valgte at blive hjemme den første dag af andet år på medicinstudiet, da det hele blev for meget.
Derhjemme satte han sig med en Koran og en Bibel foran sig. Han vendte sig først mod Koranen, men han fandt ingenting der. For første gang i hans liv føltes den irrelevant i forhold til hans liv. Irrelevant i forhold til hans lidelse. Med hans egne ord som en død bog.
Derefter begyndte han at læse i Det Nye Testamente. Hurtigt kom han til saligprisningerne, hvor han læste:
“Salige er de, som sørger, for de skal trøstes.”
I interviewet med Christianity Today beskriver han læsningen som, at ordene sprang ind i hans hjerte. Han kom snart til Matthæus 10;37:
“Den, der elsker far eller mor mere end mig, er mig ikke værd, og den, der elsker søn eller datter mere end mig, er mig ikke værd.”
“Men Jesus”, sagde han, “at acceptere dig vil være som at dø. Jeg vil miste alt!”
Hurtigt kom han til de næste to vers, hvori der stod:
”Og den, der ikke tager sit kors op og følger mig, er mig ikke værd. Den, der har reddet sit liv, skal miste det, og den, der har mistet sit liv på grund af mig, skal redde det.”
Derefter knælede han ved sin seng og, som han udtrykker det i ovennævnte interview, “opgav sit liv.”

## Død
Den 30. august 2016 annoncerede Nabeel at han havde fået diagnosticeret mavekræft. ”Jeg beder Gud om at helbrede mig, for han har magten til at gøre det. Men jeg tror på Gud, uanset hvad der sker. Han er almægtig, og jeg elsker ham”, sagde han.
Nabeel døde 16. september 2017 i en alder af 34 år. 